# Cryptoscenea evansorum
Cryptoscenea evansorum là một loài côn trùng trong họ Coniopterygidae thuộc bộ Neuroptera. Loài này được Smithers miêu tả năm 1984.